# Lola Álvarez Bravo
Pour les articles homonymes, voir Álvarez et Bravo.
Lola Álvarez Bravo (née Dolores Martinez de Anda, 3 avril 1907 - 31 juillet 1993) est une photographe mexicaine. Elle a notamment produit des photomontages novateurs, des images de son pays en pleine mutation et des portraits de ses amis artistes comme Frida Kahlo, Juan Soriano ou Carlos Fuentes

## Biographie
Dolores Martinez de Anda est née de parents riches dans l'État de Jalisco. Elle déménage à Mexico quand elle est enfant. Sa mère quitte ensuite la famille dans des circonstances mystérieuses. Son père meurt d'une crise cardiaque en 1916. Elle va alors vivre avec son demi-frère près de Mexico.
En 1925, elle épouse un ami d'enfance, depuis 1916, Manuel Álvarez Bravo. Celui-ci l'initie à la photographie et elle l'épouse en 1925. Le couple passe deux ans à Oaxaca, où Manuel est comptable, par nécessité, avant de revenir à Mexico.
Elle le quitte en 1934 pour s'installer chez l'artiste Maria Izquierdo. Elle est engagée par le magazine El Maestro Rural. En 1941, elle commence à intervenir comme responsable de la photographie à l'Instituto Nacional de Bellas Artes y Literatura (es) (INBA) à Mexico.
En 1950, elle loue un garage qu'elle transforme en galerie d'art contemporain, jusqu'en 1958, avec un jardin de sculptures. Elle y organise en 1954 la première exposition mexicaine de Frida Kahlo, la seule de son vivant,,. Après avoir pris sa retraite en 1971 de l'Instituto Nacional de Bellas Artes y Literatura, elle continue à prendre des photographies jusqu'à ce qu'elle devienne aveugle à l'âge de 79 ans en 1986.
Son œuvre incorpore des thèmes tels que l'évolution du Mexique, la condition indienne, etc. Elle a aussi réalisé des portraits de Juan Soriano, Carlos Fuentes, etc., ainsi que des photomontages novateurs, des années 1930 aux années 1950. Tombée dans l'oubli jusqu'aux années 1980, elle n'a bénéficié d'une exposition rétrospective à Mexico qu'en 1992, peu avant sa mort.  Elle meurt en 1993 à Mexico.